# 托马斯塔

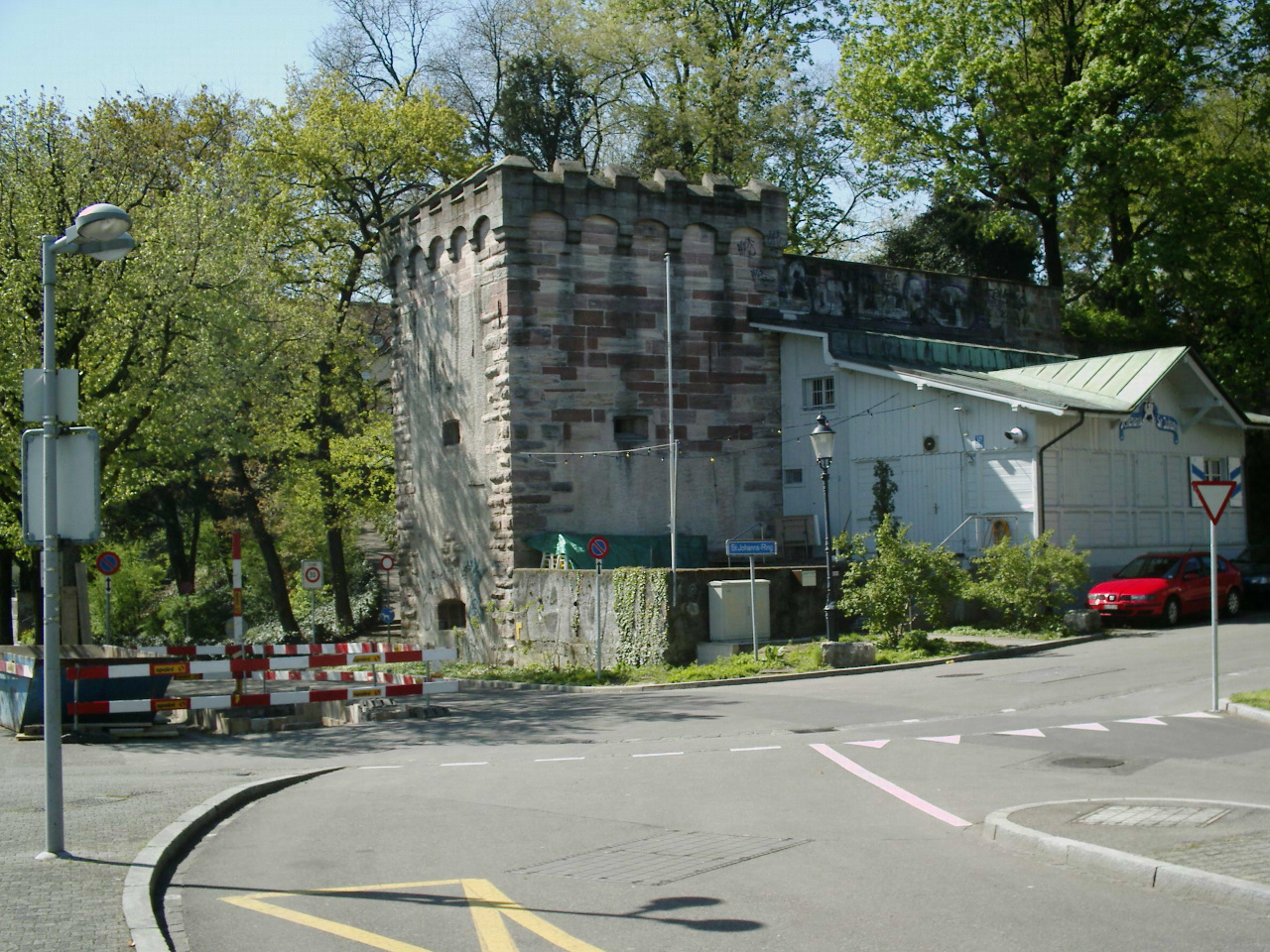
托马斯塔遗址

托马斯塔（德语 Thomasturm）原为瑞士巴塞尔古城墙上的一个瞭望塔，就在圣约翰门对面。
托马斯塔是以英国坎特伯雷大主教托马斯·贝克特命名。